# Кам'яниця «Під Оленем»
Кам'яниця «Під Оленем» — будинок № 45 площі Ринок у Львові.

## Історія
Будинок споруджений у 1803 року шляхом об'єднання кам'яниць Кудличівської і «Під оленем», збудованих на початку XVII століття. Тому він і має шість вікон по фасаду, хоча шляхті не належав.

На початку XIX століття тут містилася фабрика фірми «Фредєрік Шубут і К°» — єдина на той час у Галичині фабрика свічок та воскових виробів. Вона випускала воскову пасту для натирання підлоги п'яти кольорів. Фірма була заснована 1789 року, а у 1851 році її зобов'язали постачати місту свічки для освітлення вулиць. Торгувала вона також чаєм, кавою, какао, ромом, французьким та угорським коньяком. Своєрідною рекламою слугувала фігура китайця, який стояв у вітрині.
У 30-х роках XX століття тут працював ресторан М. Л. Атляса. Його рекламою служила книжечка з дружніми шаржами на основний контингент відвідувачів — художників і поетів, з додатком ущипливого чотиривірша, містила вона також досить цікаві правила для гостей (наприклад, «клієнт, який розплатиться готівкою, дістає 100 % знижки»).

## Архітектура
Житловий будинок, XV століття — 1790 р.
Побудований на місці двох кам'яниць XV століття, від яких збереглися підвали і перші поверхи з готичними склепіннями. Готична ніша на фасаді розкрита під час реставрації 1934 року. Має два відкритих фасади.
Цегляний, прямокутний у плані, чотириповерховий. Фасад вирішений у стилі ампір, декор виконаний скульптором Гартманом Вітвером.

## Галерея

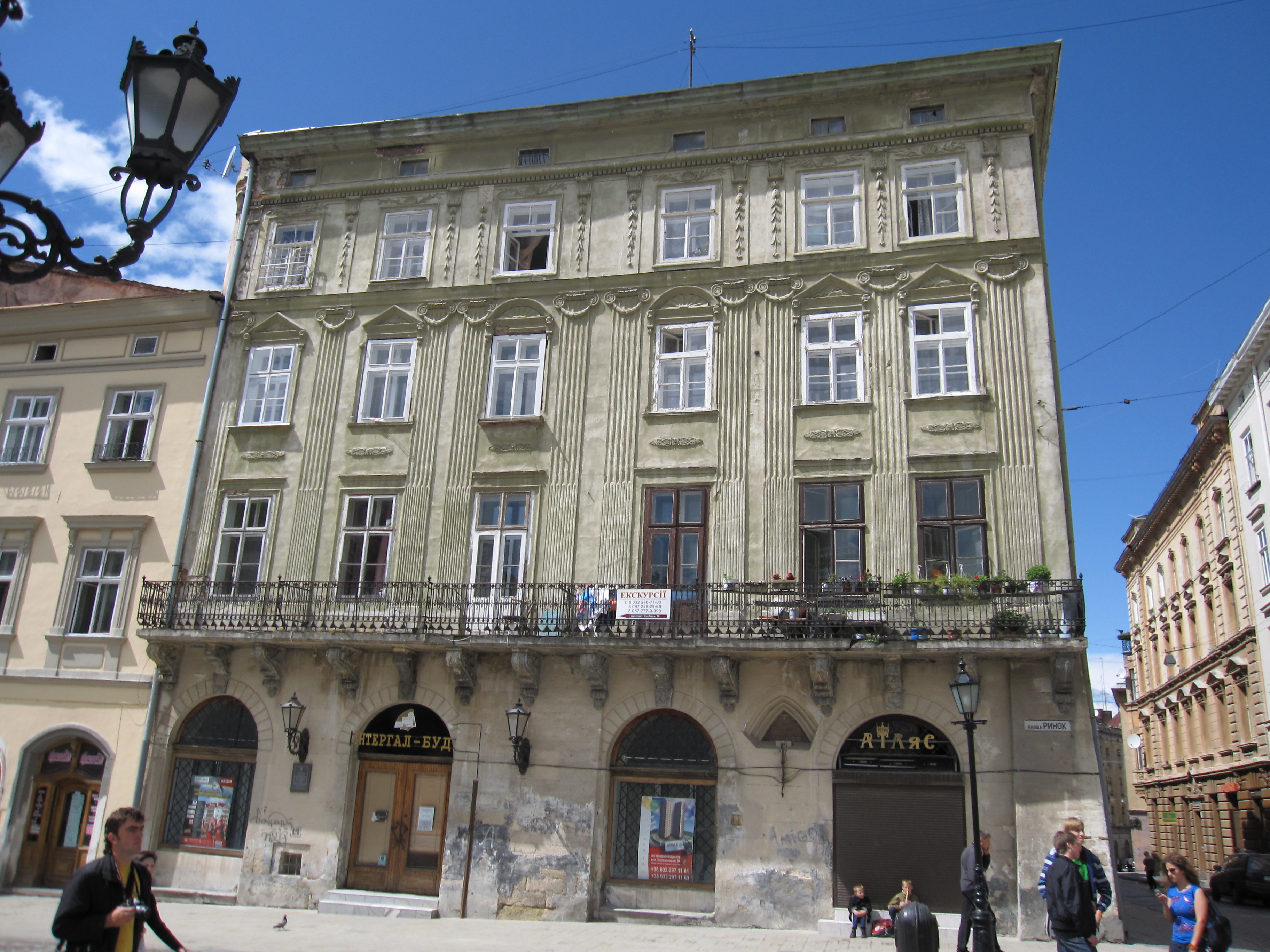
Кам'яниця «Під Оленем» до реставрації
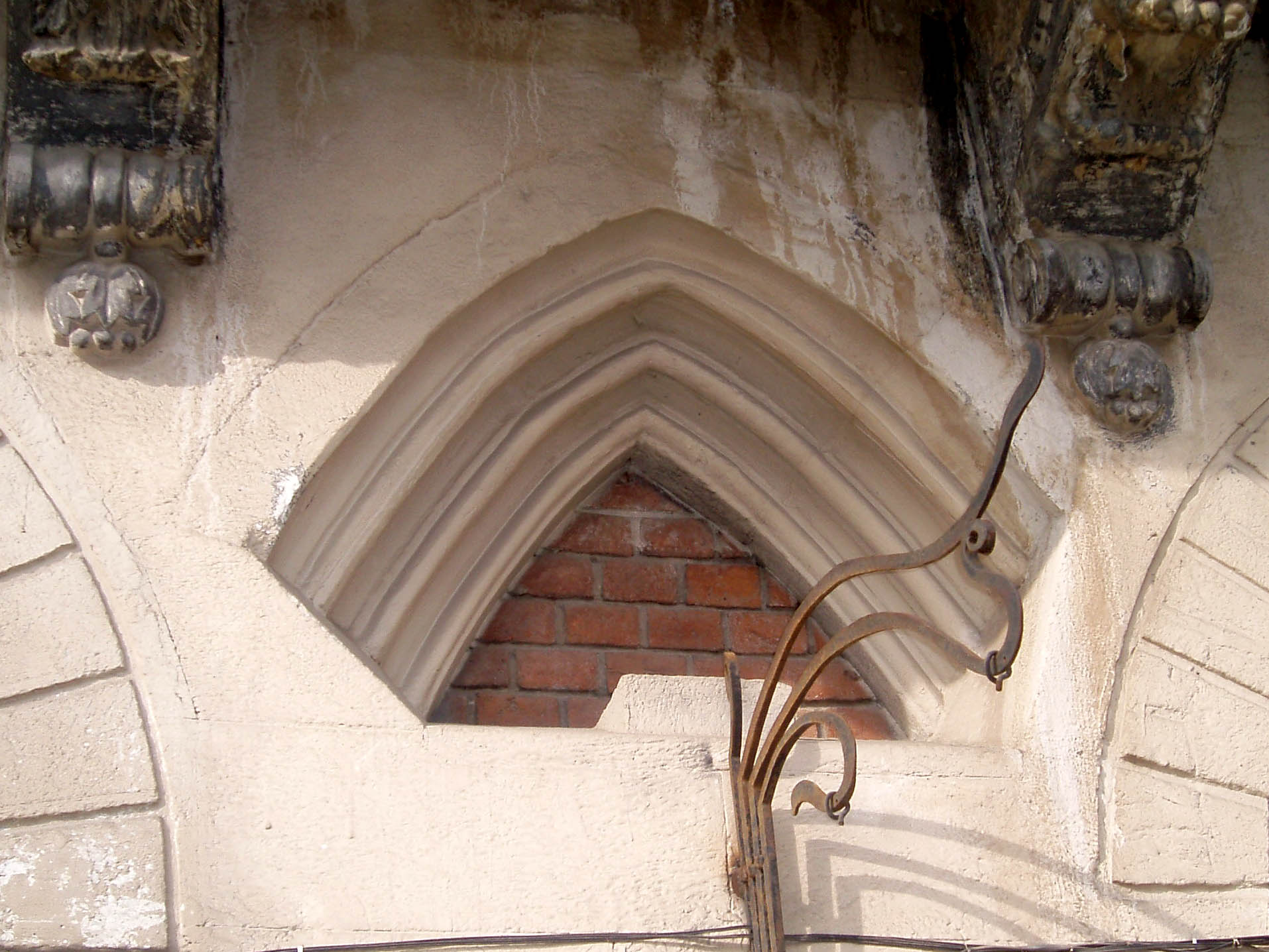
Зондаж, що демонструє фрагмент готичного порталу давнішої споруди
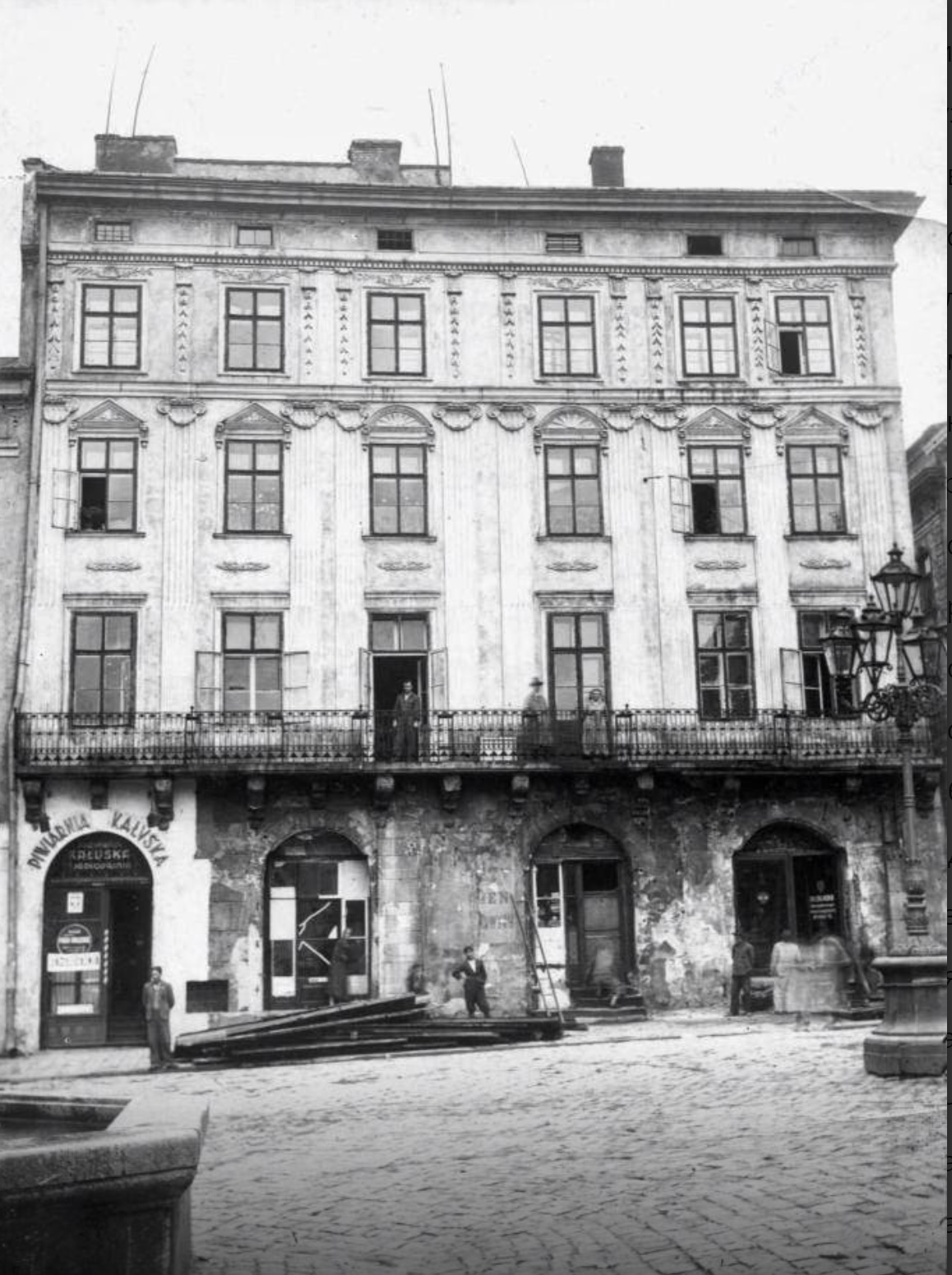
Будинок №45